# Alstom X'Trapolis

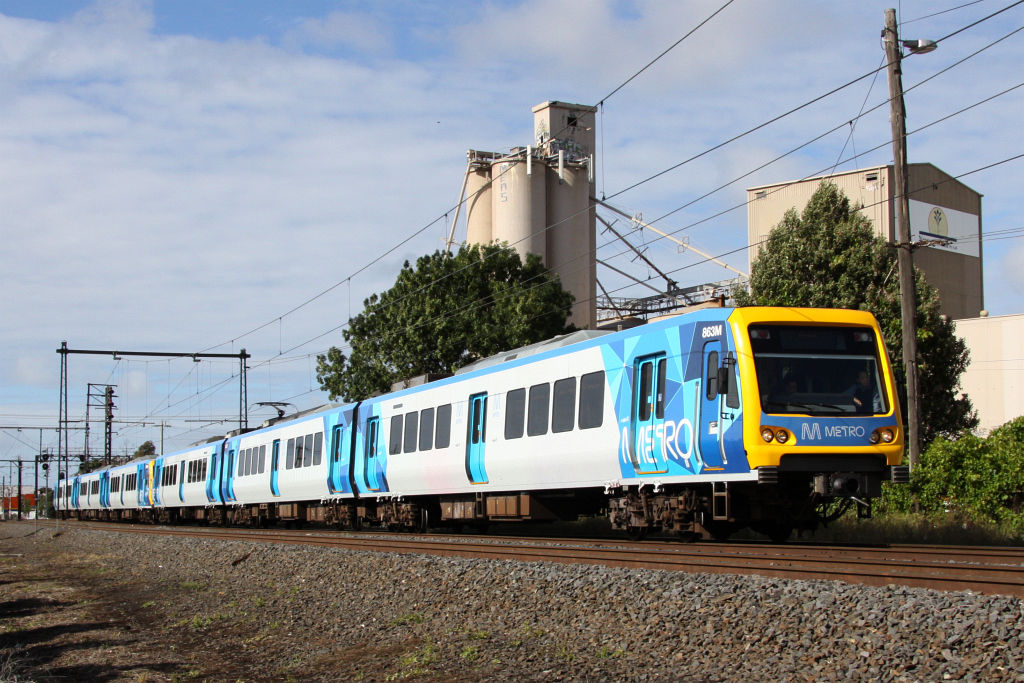
Un X'Trapolis 100 del Metro Trains Melbourne.

X'Trapolis è il nome commerciale che contraddistingue una famiglia di treni suburbani prodotti da Alstom, di cui esistono varie versioni in circolazione in diversi Paesi; i treni sono disponibili in diverse configurazioni a seconda del numero di carrozze, ad uno o a due livelli, con propulsione elettrica (elettrotreno) e con una velocità massima di 120 km/h.
Le versioni più recenti sono l'X'Trapolis Mega per la PRASA (Sudafrica) e l'X'Trapolis Cityduplex a due livelli per la RER francese. Più di 5.000 carrozze di X'Trapolis sono state realizzate.

## Treni

### X'Trapolis 100

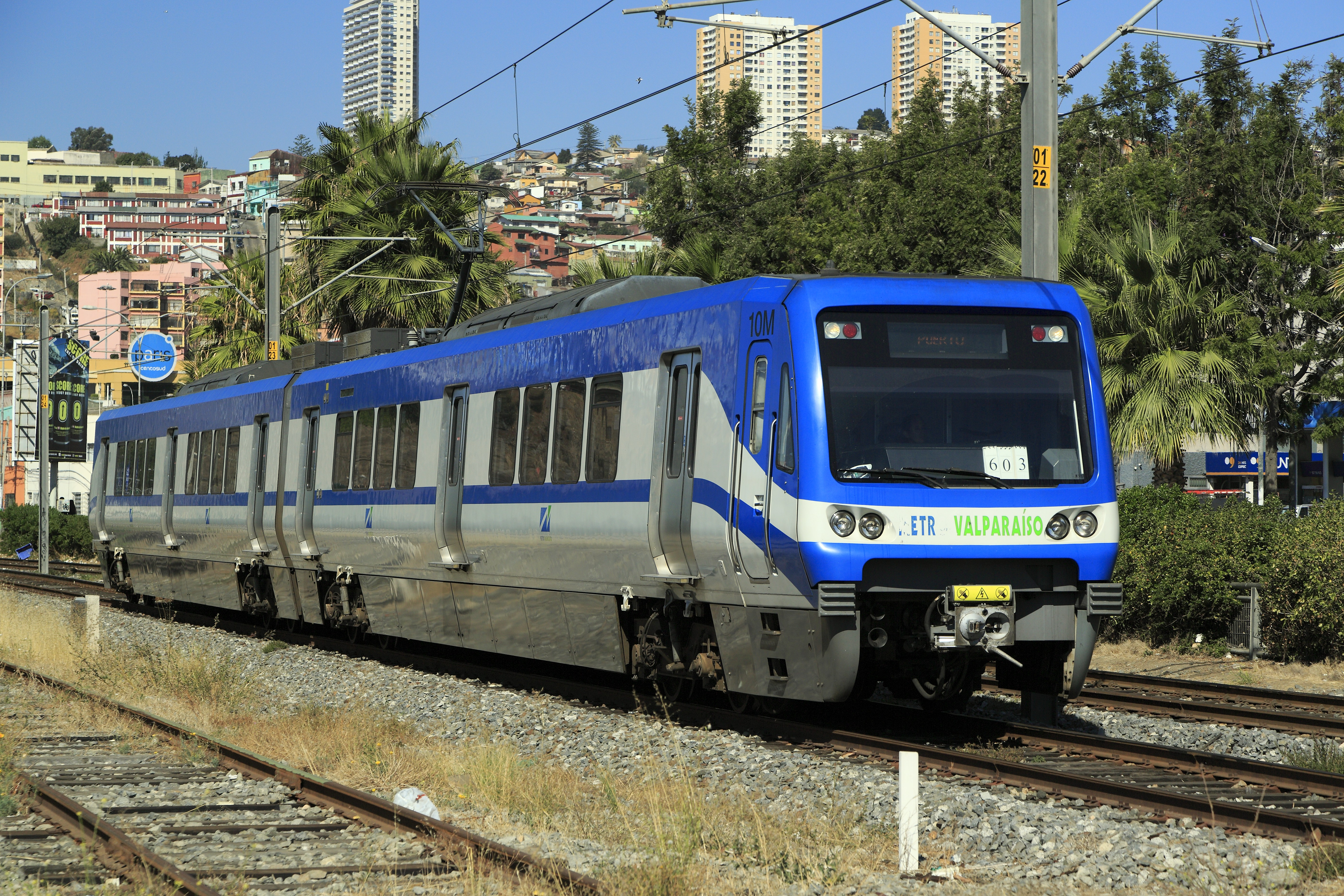
Un X'Trapolis 100 a Valparaíso.

| Connex         | EFE            | DB     | DSB      | Portogallo (bandiera) | Regno Unito (bandiera) |
| X'Trapolis 100 | X'Trapolis 100 | ET 423 | Litra SA |                       |                        |
|                |                | ET 474 | Litra SE |                       |                        |

### X'Trapolis Cityduplex
Questi nuovi treni sono stati ordinati dalla SNCF e da Île-de-France Mobilités – che li designano RER NG – per equipaggiare le D ed Linea E dalla RER.
Questi treni sono a due livelli e di tipo «boa», cioè senza separazione tra le carrozze.
Questi treni saranno costruiti da un consorzio formato da Alstom e Bombardier e consegnati a partire dal 2021.

### X'Trapolis Duplex

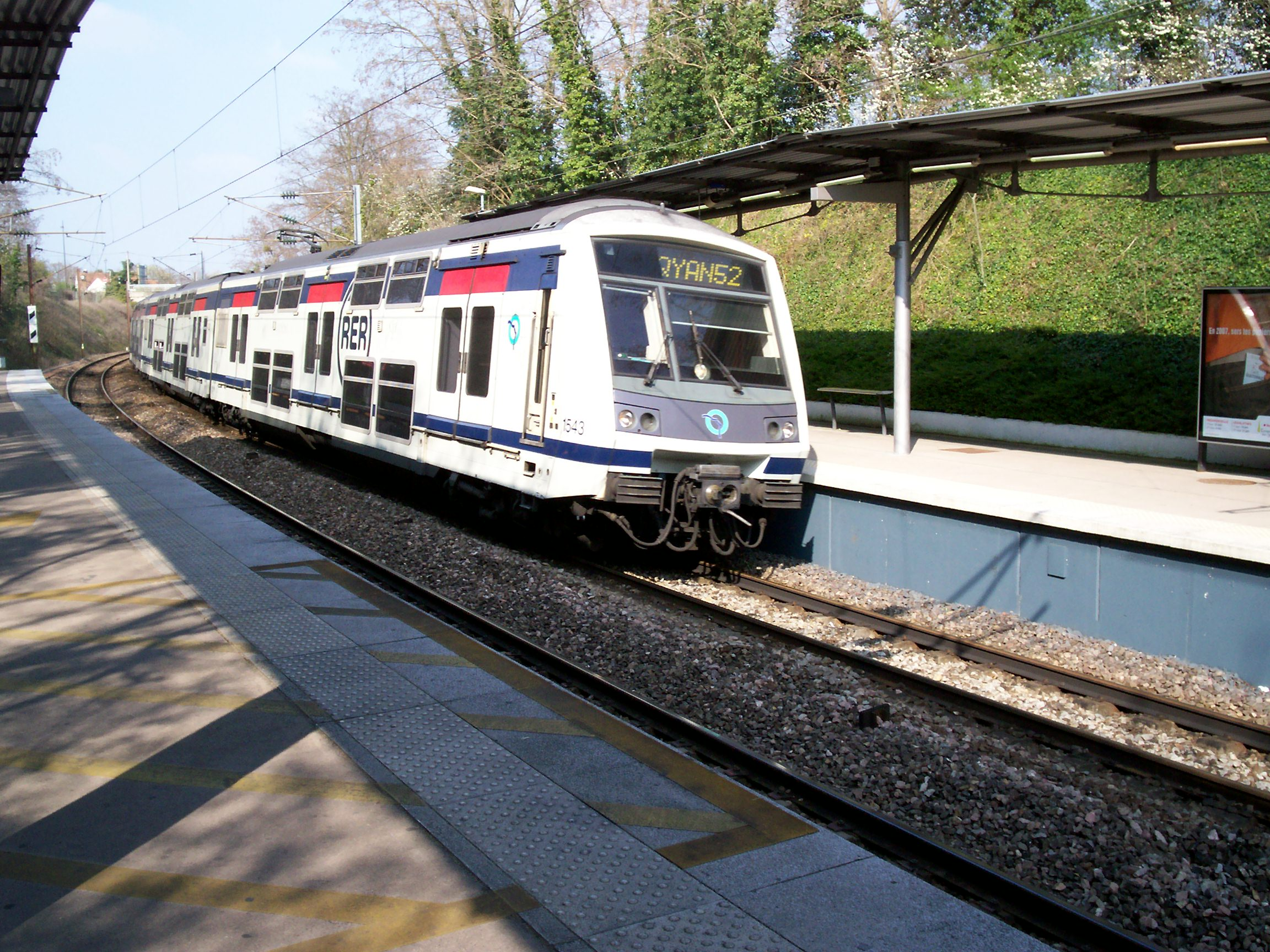
Un X'Trapolis Duplex "Altéo" della RER A.

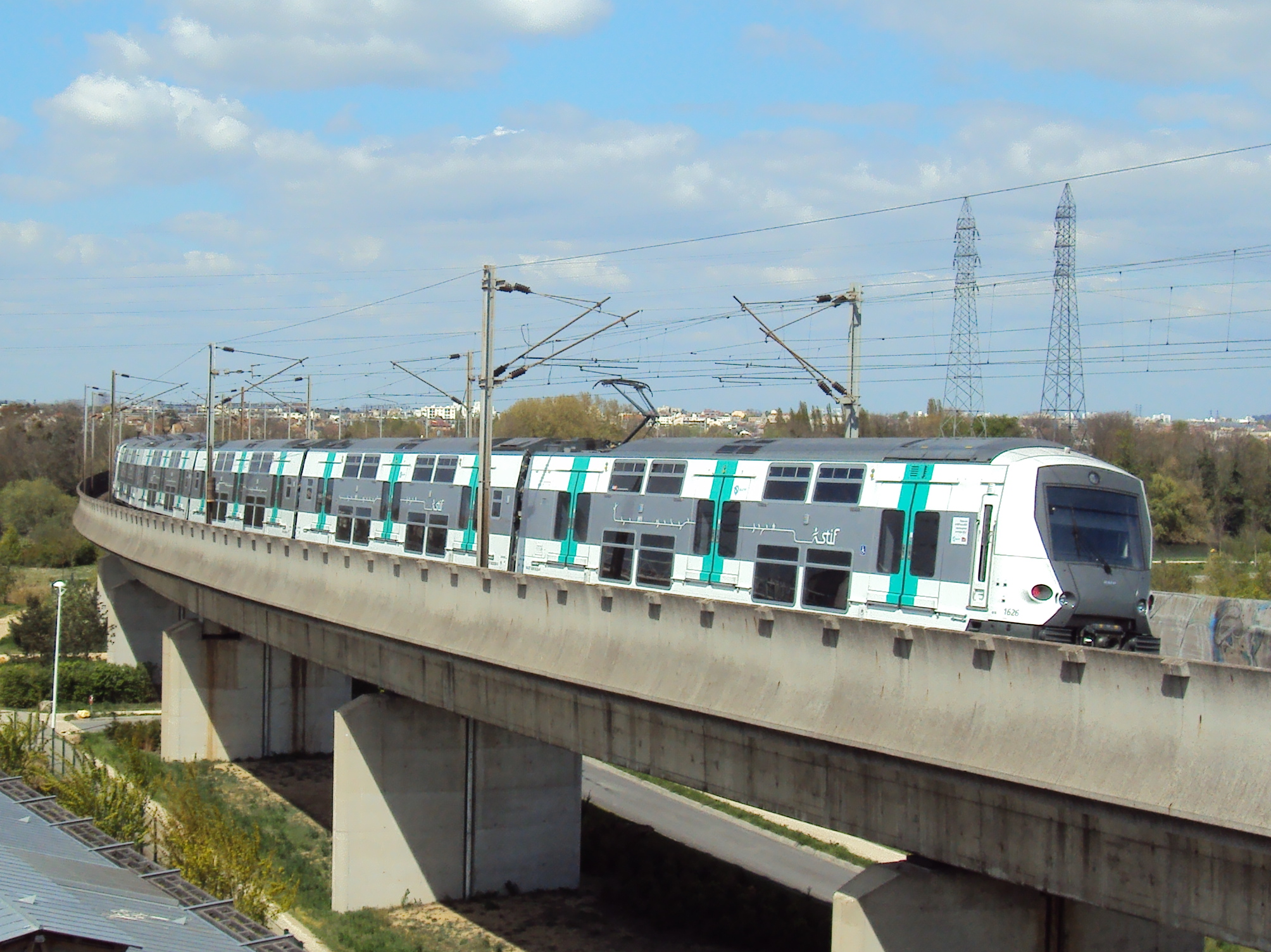
Un X'Trapolis Duplex "MI 09" della RER A.

| RATP                     | SNCF                     |
| Z 1500 (MI 2N Altéo) - A | Z 22500 (MI 2N Eole) - E |
| Z 1600 (MI 09) - A       |                          |

### X'Trapolis Mega
| PRASA           |
| X'Trapolis Mega |

### X'Trapolis Modular

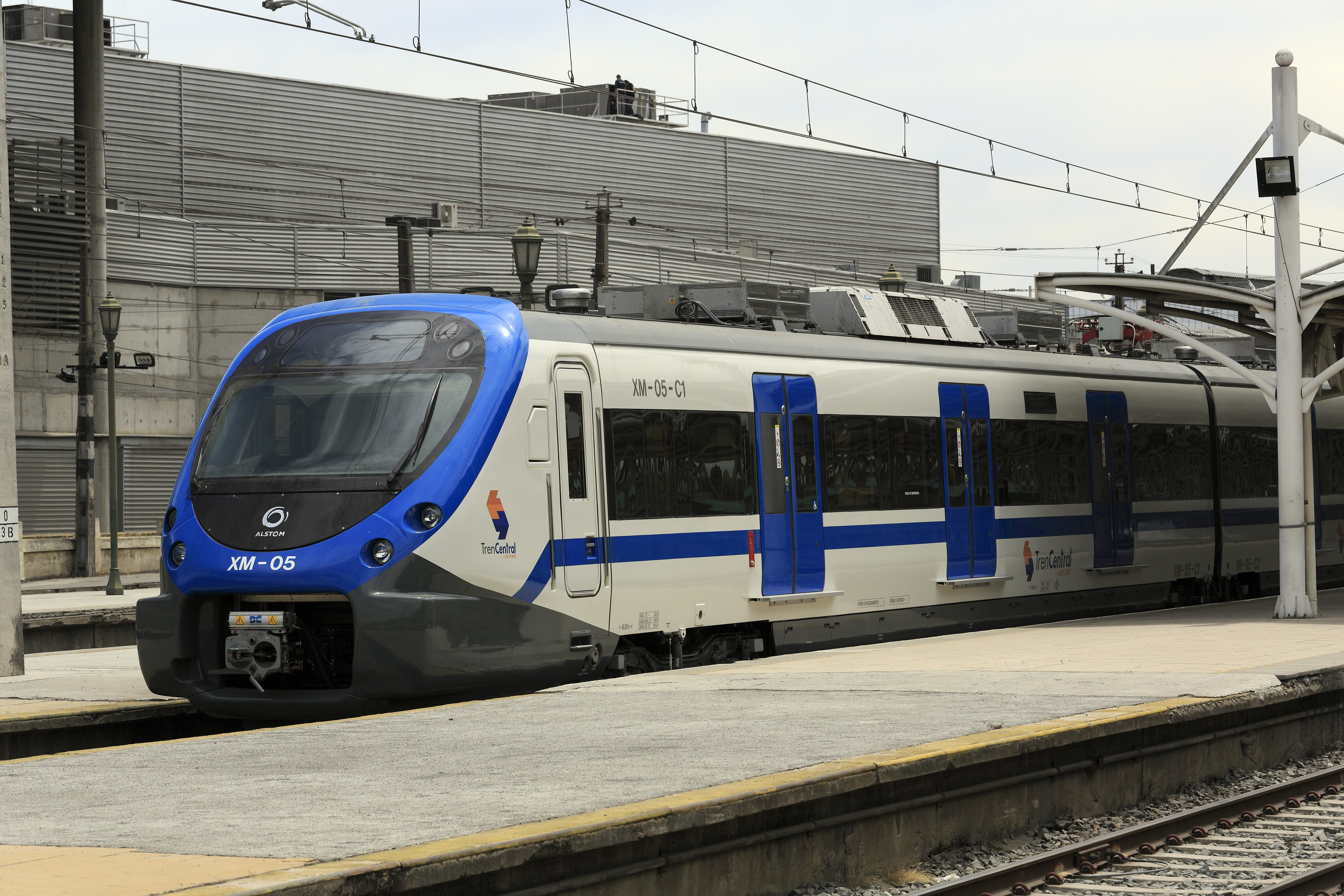
Un X'Trapolis Modular a Santiago del Cile.

| EFE                |
| X'Trapolis Modular |

### X'Trapolis "Tagus" e Z2N

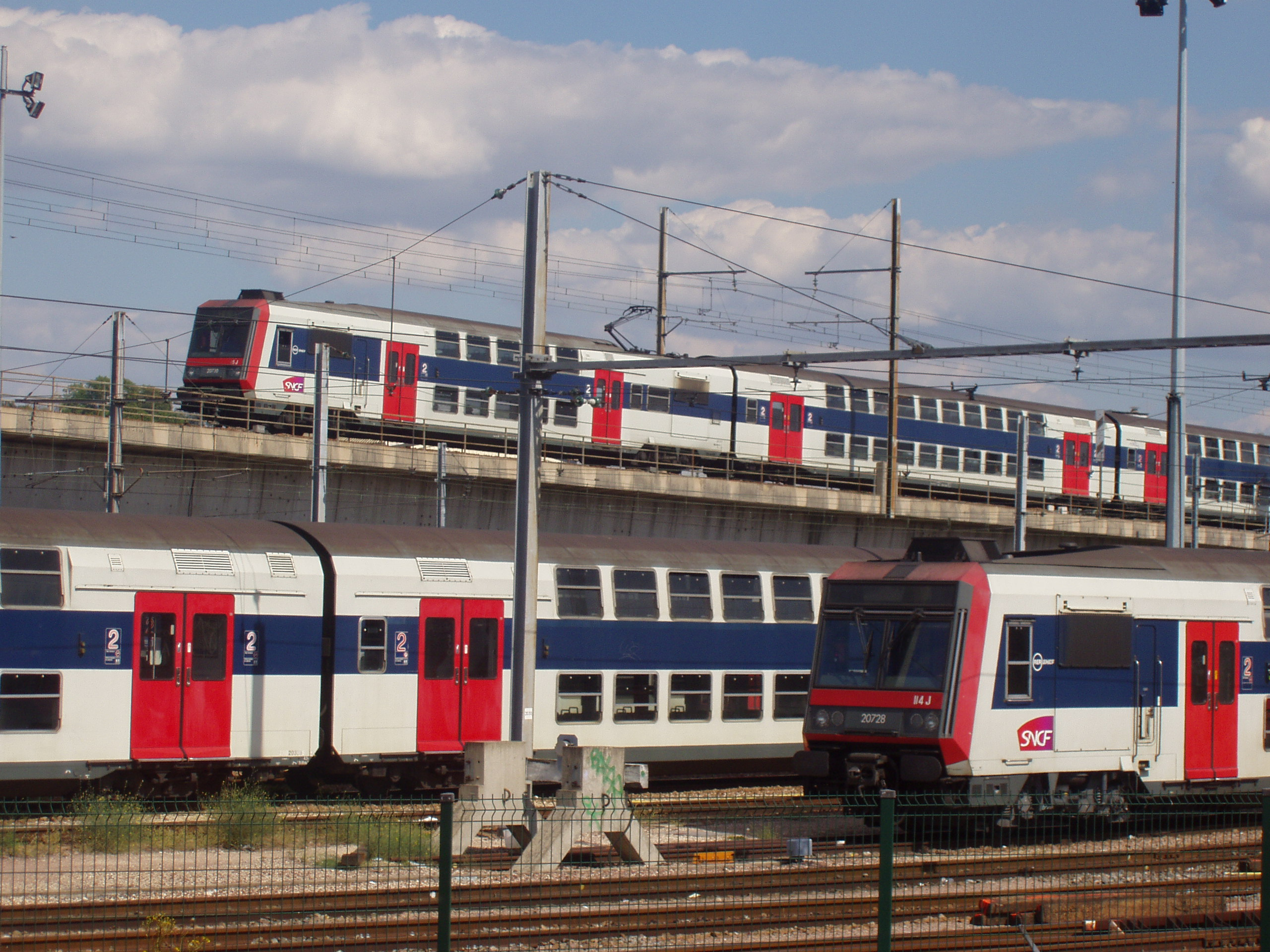
Diversi X'Trapolis Z2N "Z 20500" della RER D.

| SNCF                  | Renfe  | CP Lisboa        |
| Z 5600 - C, D, R      |        | Série 3500 Tagus |
| Z 8800 - C, N e U     |        |                  |
| Z 20500 - C, D, P e R | UT 450 |                  |
| Z 20900 - C           |        |                  |
| Z 92050 - TER         |        |                  |